# Laurens Peninsula
Laurens Peninsula är en halvö på nordvästra delen av ön Heard Island i Heard- och McDonaldöarna (Australien). På halvön ligger Jacka Glacier, Cape Laurens och West Cape.
Polarklimat råder i trakten. Årsmedeltemperaturen i trakten är −6 °C. Den varmaste månaden är februari, då medeltemperaturen är −1 °C, och den kallaste är augusti, med −10 °C.